# Územní opatství Monte Oliveto Maggiore
Územní opatství Monte Oliveto Maggiore je územní opatství olivetánské kongragace benediktinského řádu v Toskánsku založené ve 14. století. Je bezprostředně podřízeno Sv. Stolci, nachází se v toskánské církevní oblasti. Katedrálou územního opatství je kostel Narození P. Marie, celkem zahrnuje 4 farnosti.